# Вулиця Князів Острозьких (Житомир)
Вулиця Князів Острозьких — вулиця в Корольовському та Богунському районах міста Житомира, названа на честь славетного українського княжого роду Острозьких.

## Характеристики

### Розташування
Вулиця Князів Острозьких простяглася від вулиці Довженка в напрямку з півдня на північ до переходу в 2-й Капітульний провулок. Довжина вулиці — 2400 метрів.
Перетинається з вулицями: Шевченка, Бориса Тена, Гоголівською, Київською, Михайла Грушевського, Монтана, Домбровського.
Від вулиці Князів Острозьких беруть початок: вулиця Героїв Крут, провулки 1-й Крошенський, Прорізний, Косачів, 2-й Крошенський, 3-й Крошенський, 4-й Крошенський.
Перехрестям з вулицею Князів Острозьких завершуються вулиці Дмитрівська та Старогончарна.

#### Місцевості
Вулиця пролягає у Старому місті. Від вулиці Довженка до вулиці Київської вулиця розпланована на землях історичної Путятинки. Від вулиці Михайла Грушевського до перехрестя з вулицею Домбровського — у північній частині Старого міста, що має історичну назву «Новоє Строєніє» («Нова Будова») (місцевість відома також як Гончарна Слобода). Серединний відрізок вулиці знаходиться в центральній частині міста.

### Забудова
Багатоповерхова забудова здебільшого представлена чотири-, п'яти- та дев'ятиповерховими багатоквартирними житловими будинками 1960-х — 1990-х рр. побудови, зосередженими передусім між вулицею Гоголівською та 3-ім Крошенським провулком, також в районі перехрестя з вулицею Шевченка. 
Між вулицями Довженка та Гоголівською збереглася майже суцільна історична садибна житлова забудова, побудови кін. ХІХ — поч. ХХ ст.. Між вулицями Бориса Тена й Дмитрівською зустрічаються житлові будинки садибного типу 1950-х років побудови. Незначна кількість історичної садибної житлової забудови між вулицею Михайла Грушевського й 2-м Капітульним провулком.

## Історія

### Історія зміни назв
Перша та історична назва — Крошенська вулиця. Від історичної назви вулиці походять назви прилеглих провулків: 1-го, 2-го, 3-го, 4-го Крошенських. 
У 1965 році Крошенську вулицю перейменовано на честь організатора антинацистського підпілля в Житомирі Григорія Шелушкова.
Нинішню назву надано розпорядженням Житомирського міського голови від 19 лютого 2016 року, котрим перейменовано вулицю Шелушкова на вулицю Князів Острозьких.

### Історія формування вулиці та її забудови
Вулиця передбачалася генеральним планом Житомира 1847 року як одна з важливих хордових (поперечних) вулиць міста.
Станом на 1852 рік на запроєктованій трасі вулиці, північніше нинішньої вулиці Михайла Грушевського розташовувалися землі Гончарного хутора. Ділянка майбутньої вулиці Князів Острозьких між нинішніми вулицями Михайла Грушевського та Бориса Тена мала пролягти крізь існуючі садиби. Далі на південь вулиця запроєктована крізь угіддя, що належали хутору Сейферта.
Протягом другої половини ХІХ ст. вулиця, що отримала назву Крошенська, поступово прорізалася та забудовувалася, однак, з великими складнощами. Формуванню вулиці згідно з генпланом упродовж багатьох років заважали існуючі садиби найближчих вулиць та провулків, а також надмірна зволоженість деяких земель, де мала відбутися вулиця.
Станом на 1910-ті роки Крошенська вулиця складалася з чотирьох частин. Вулиця починалася від Провіантської вулиці (нинішньої вулиці Довженка), перетинала Монастирську (сучасну вулицю Шевченка) та завершувалася тупиком північніше перехрестя з Дмитрівською вулицею. Тупик, що вказаний на плані 1915 року як Крошенський, зберігся дотепер та веде до садиб №№ 30а, 30б. Друга частина Крошенської вулиці з'єднувала вулиці Кашперівську (нині Бориса Тена) з Гоголівською. Третя ділянка Крошенської вулиці брала початок дещо південніше перехрестя з Київською вулицею, перетинала її та Ілларіонівську вулицю (нині Михайла Грушевського) та завершувалася тупиком в районі нинішнього перехрестя з вулицею Монтана. Четверта, найпівнічніша ділянка вулиці, починалася дещо південніше перехрестя з Сінною вулицею (нині Домбровського), перетинала її та прямувала далі на північ до з'єднання із Капітульним провулком.
Забудова чотирьох ділянок Крошенської вулиці, що існували на початку ХХ ст. сформувалася упродовж другої половини ХІХ ст. — початку ХХ ст. та була представлена переважно одноповерховими житловими будинками.
До 1950-х років Крошенська вулиця, як і раніше складалася з чотирьох частин. Станом на 1941 рік, усі відокремлені чотири частини вулиці мали єдину назву — Крошенська вулиця та єдину нумерацію будівель, що починалася від Провіантської вулиці.
У 1957 році вулиця прорізана між нинішніми вулицями Дмитрівською й Бориса Тена, що дало змогу з'єднати вулиці Довженка й Гоголівську. Тоді ж відбулася прорізка ділянки між сучасними вулицями Домбровського й Монтана. Північна ділянка від 2-го Капітульного провулка продовжилася на південь та завершувалася глухим кутком між вулицями Київською й Гоголівською. У 1960-х роках Крошенську вулицю прорізано від Київської вулиці у напрямку Гоголівської. Траса вулиці, що була запланована ще у середині ХІХ ст. набула завершений вигляд, що є ідентичним нинішньому. 
У 1960-х роках почалася забудова вулиці багатоповерховим житлом, спорудженим за типовими проєктами («хрущовки»). До кінця 1960-х роках ділянку між нинішніми вулицями Київською та Михайла Грушевського забудовано багатоповерховими житловими будинками, громадською будівлею УТОГ. До кінця 1960-х років типове житло (будинки №№ 61, 64) зведене обабіч нової ділянки, побудованої у 1960-х роках між вулицями Київською й Гоголівською.
У 1973 році у сквері на розі нинішніх вулиць Київської й Князів Острозьких встановлено пам'ятник Григорію Шелушкову. Демонтований у 2016 році.
Протягом 1970 — 1980-х рр. продовжилася забудова вулиці п'яти- дев'ятиповерховим «типовим» житлом. Генпланом передбалаося прокладення проспекту Корольова, що мав перетинати вулицю Шелушкова між вулицями Шевченка та Дмитрівською. Знесено старі садиби та побудовано гуртожиток для робітників Житомирського заводу верстатів-автоматів (кін. 1970-х рр. побудови), дев'ятиповерховий житловий будинок №35а (1980-ті роки побудови), північні фасади яких мали спрямовуватися на запроєктований проспект.